# Dynjandi

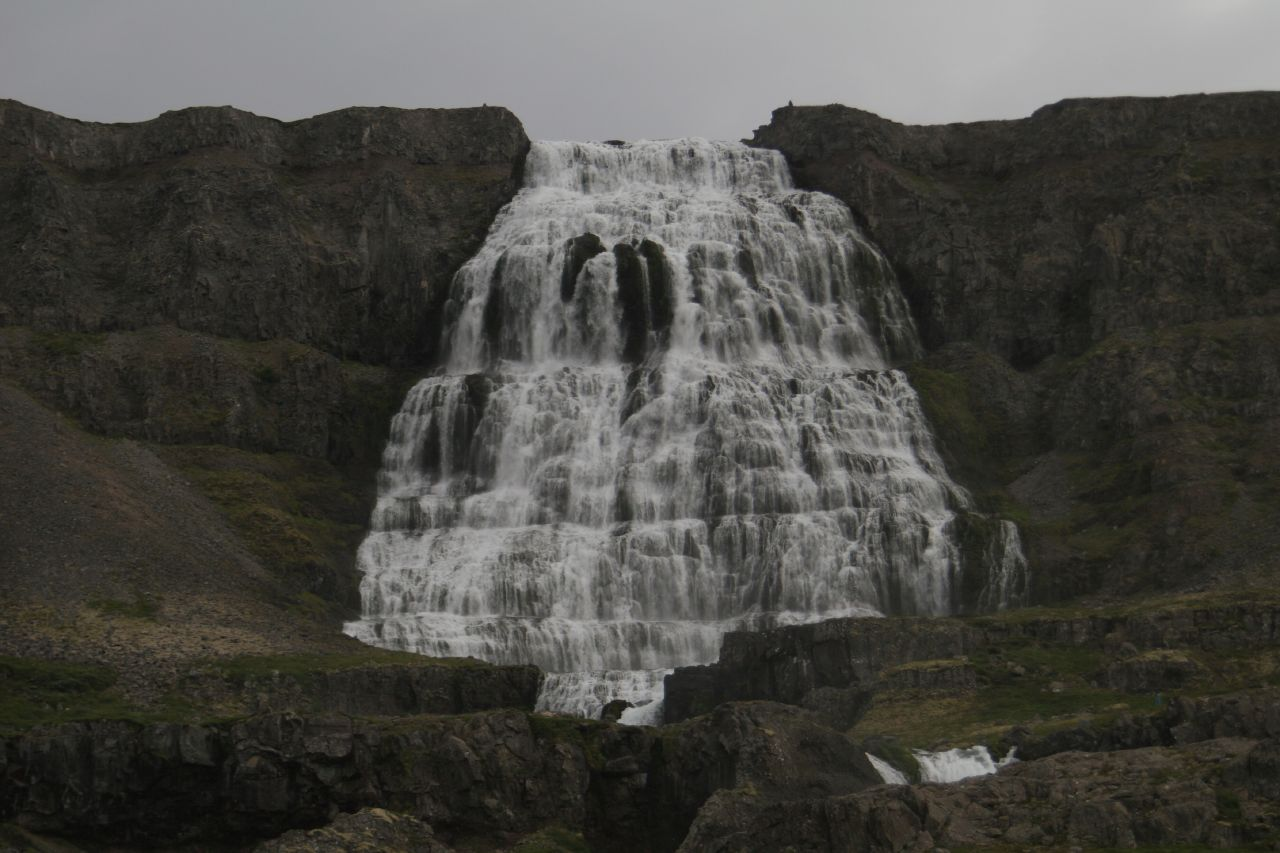
A Dynjandi folyó legnagyobb vízesése, a Fjalfoss-vízesés

A Dynjandi folyó Izland északnyugati részén a Vestfirðir kerületben található az Arnafjordur fjord közelében.A folyó az Eyjarvatn-tóból ered és a Dynjandisvogur-öbölnél éri el deltatorkolata az Atlanti-óceánt. A Dynjandi név jelentése: ordítozó, dühöngő. A folyón több vízesés van.
Legnagyobb vízesése a Fjalfoss, ami mintegy 100 métert zuhan a völgy aljáig. A vízesés 1981 óta természetvédelmi területnek számít. A vízesés felső részén harminc, alsó részén hatvan méter széles. Nyáron 2-8 m³/s közt váltakozik vízhozama, míg télen ennek nagyjából a fele. 
A Fjalfoss alatti folyószakaszon még öt kisebb zuhatag található: Hundafoss-vízesés, Göngufoss-vízesés (mögötte egy átjáró létezik), Háifoss-vízesés, Úðafoss-vízesés, Bæjarfoss-vízesés. A vízesés környékének alapkőzeteit 13-14 millió éves vulkáni kőzetek alkotják. A vízesés a Stykkisholmur felől a 610-es számú úton keresztül, majd ráfordulva a 60-as számú útra érhető el. Másik útvonal: Brjánslækur felől előbb a 62-es úton, majd a 60-as útra fordulva érhető el.
A Természet gyermekei című 1991-es Friðrik Þór Friðriksson által rendezett film egyik jelenet itt játszódik. 
A vízesés 73 kilométernyire fekszik Vesturbyggðtől. A terület idegenforgalmi szempontból még eléggé kiforratlan, a közelében egy kempingező hely található.

## Galéria

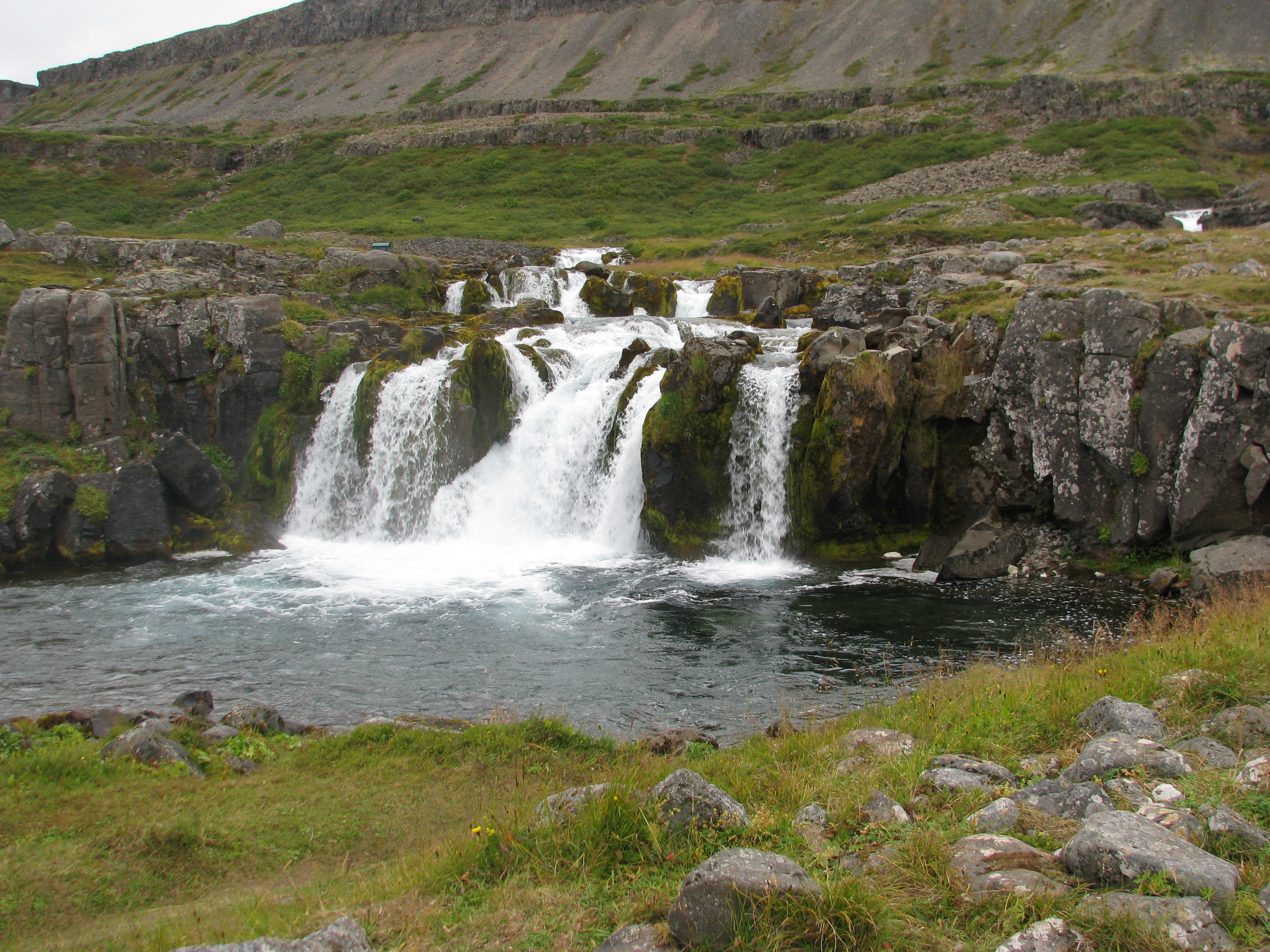
A Bæjarfoss-vízesés.
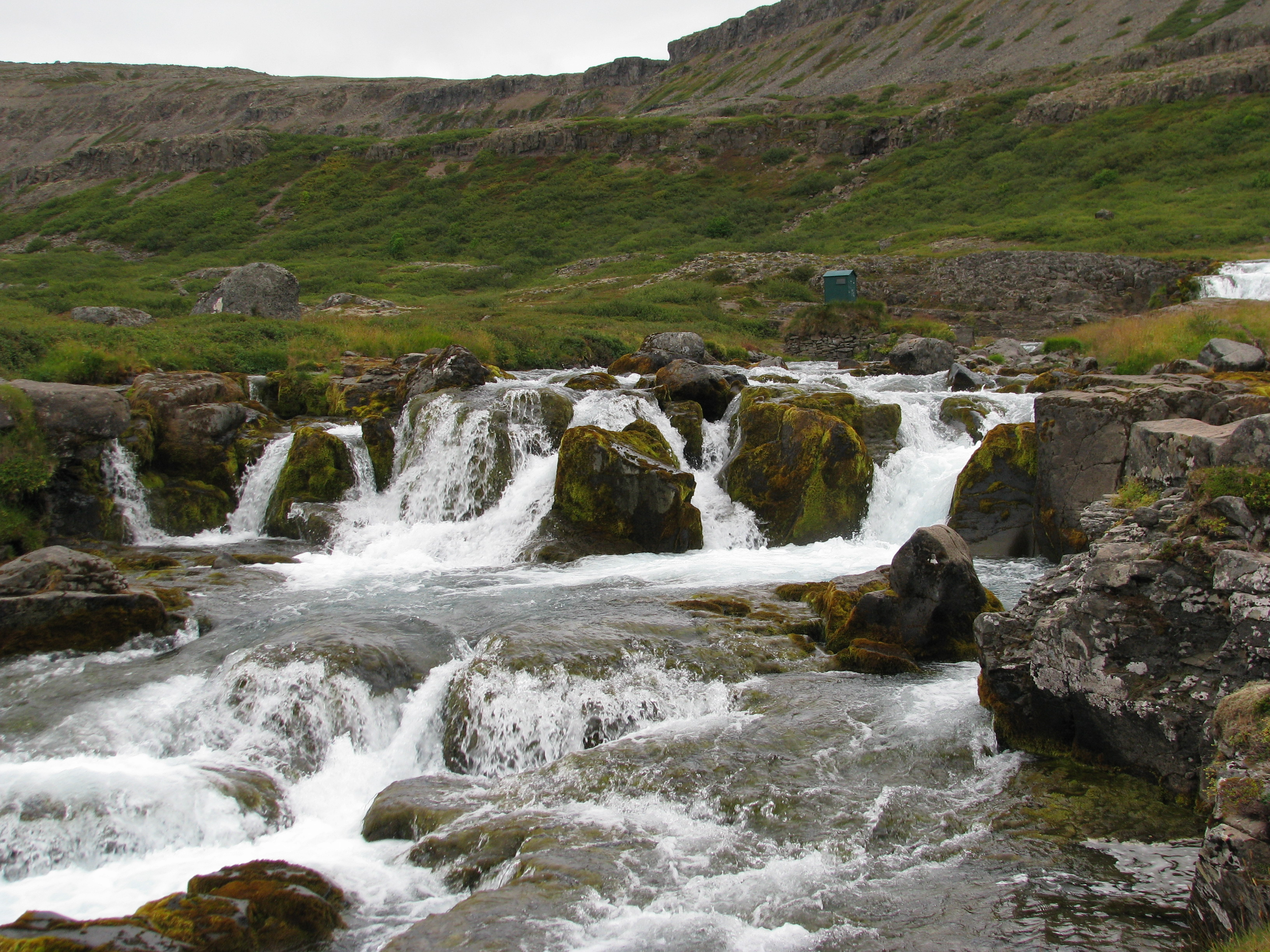
A Hundafoss-vízesés.
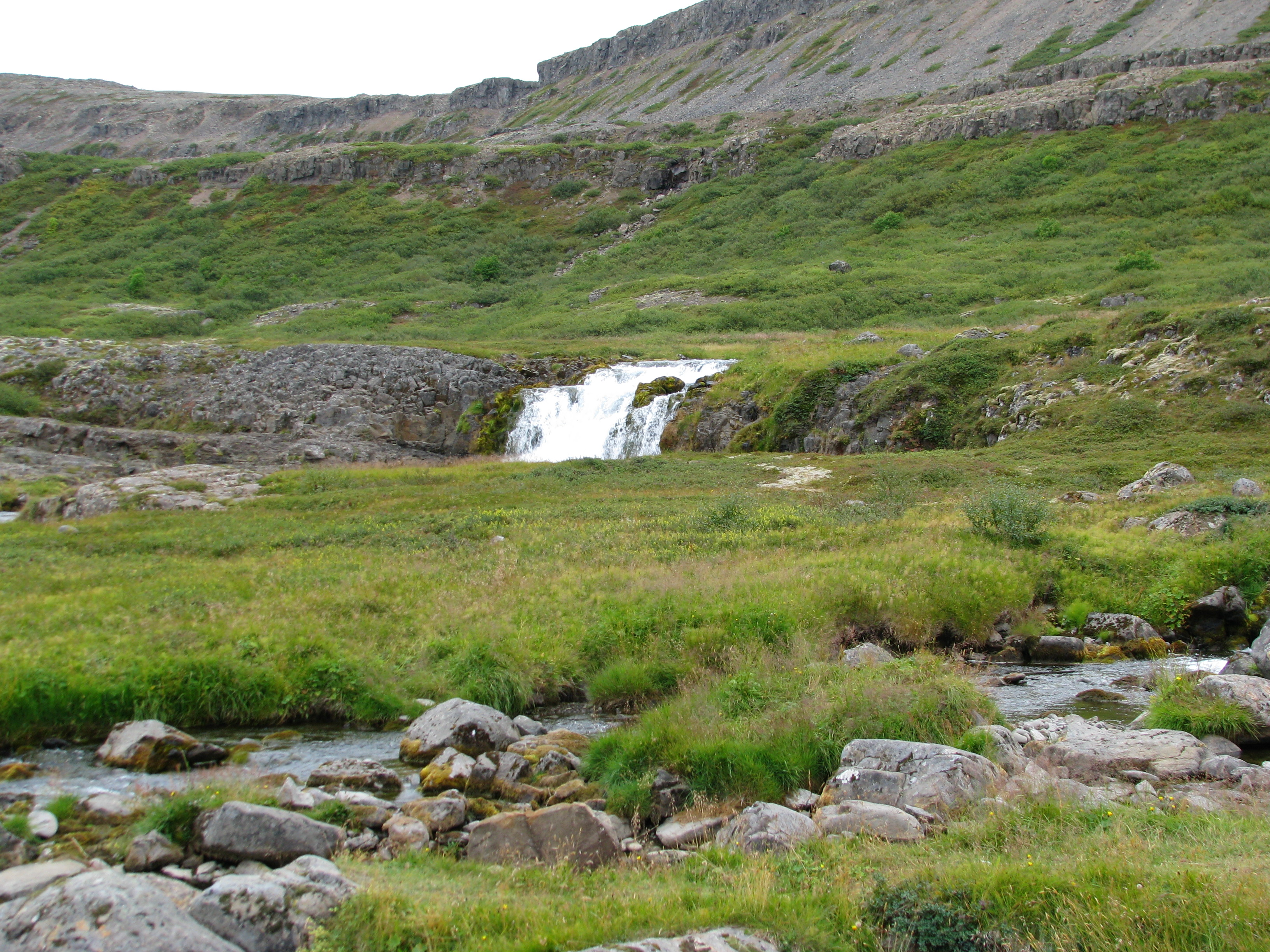
A Hrísvaðsfoss-vízesés.
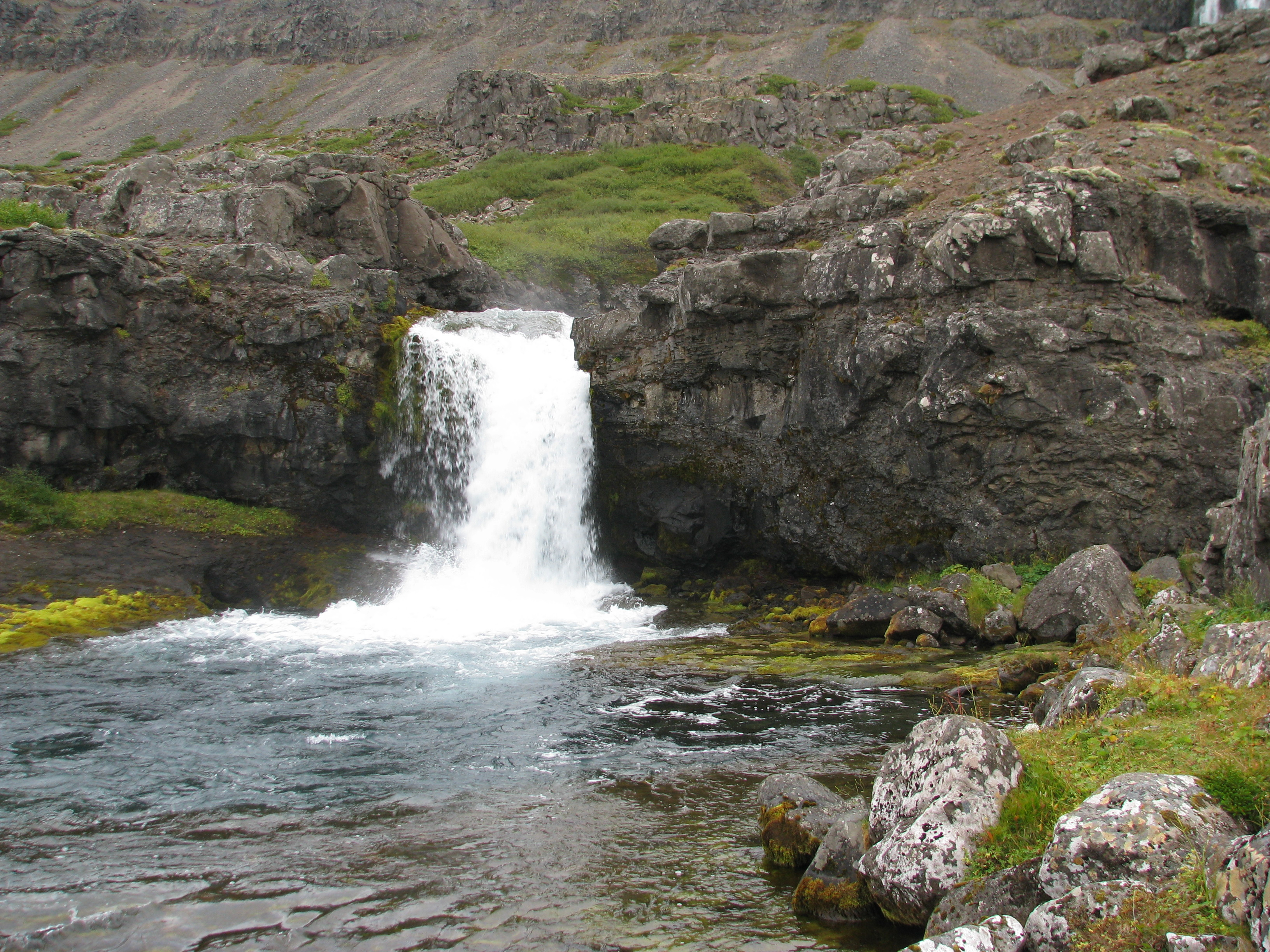
A Göngumannafoss-vízesés.

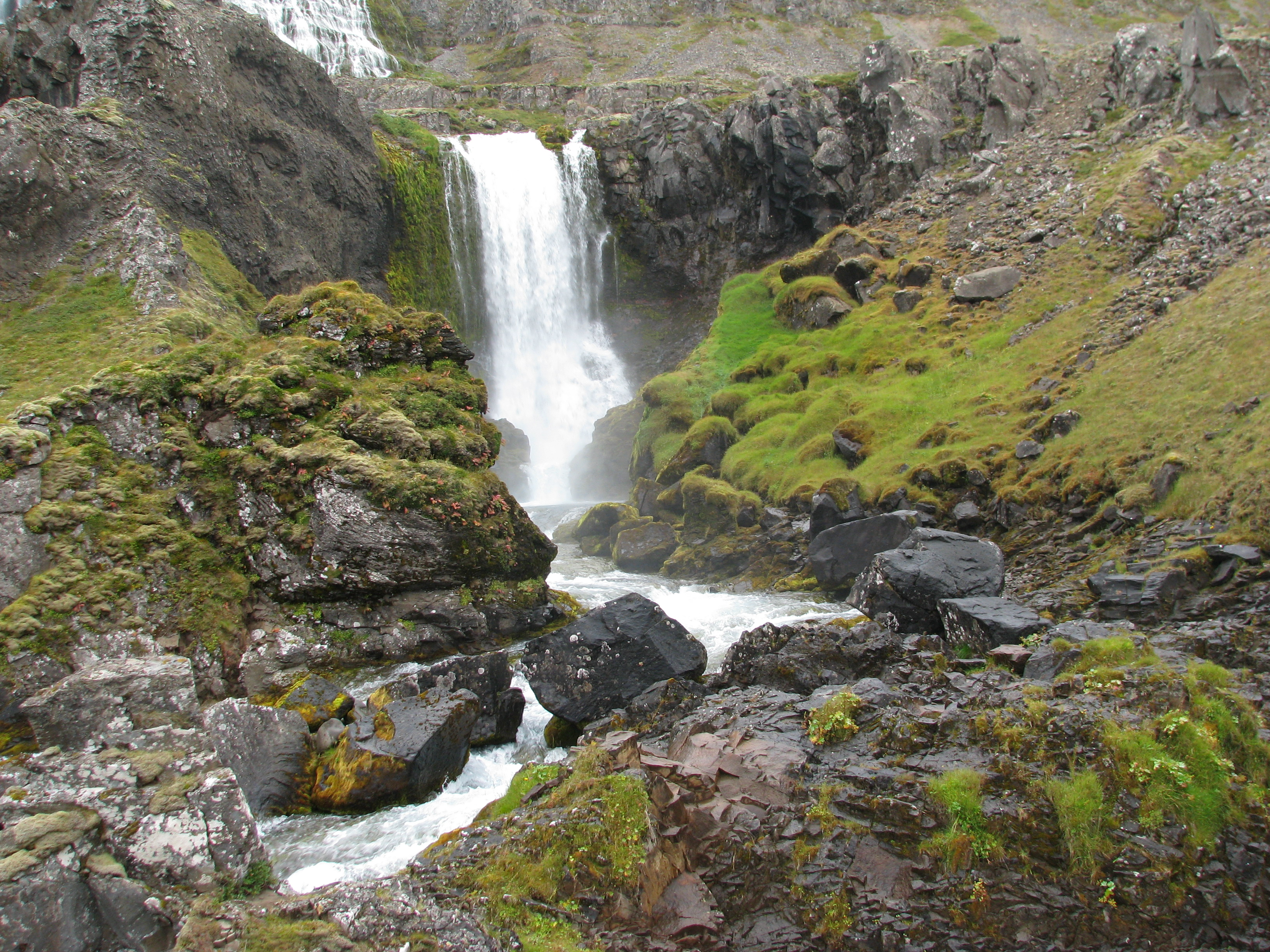
A Strompgljúfrafoss-vízesés.
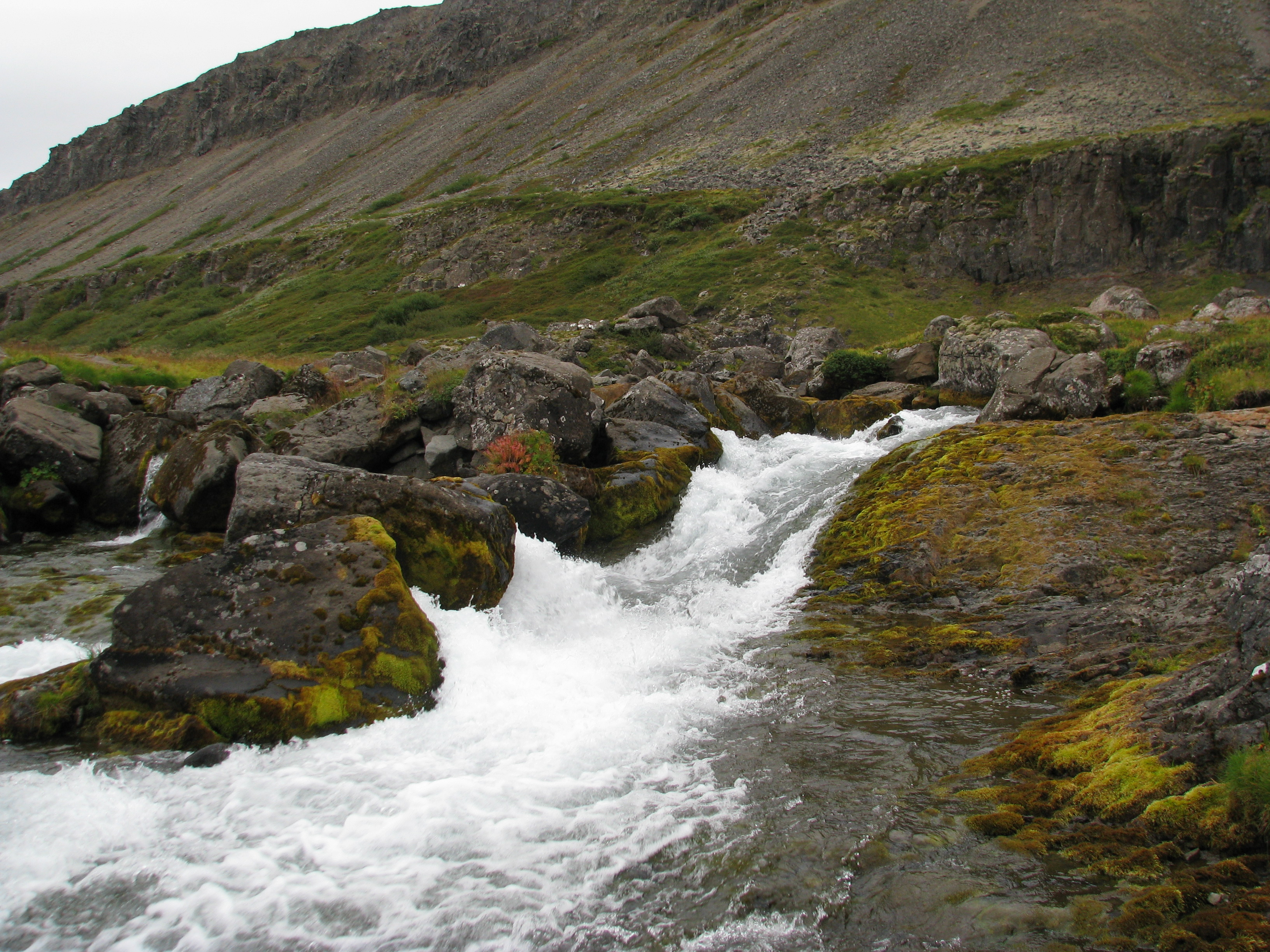
A Hæstahjallafoss-vízesés.
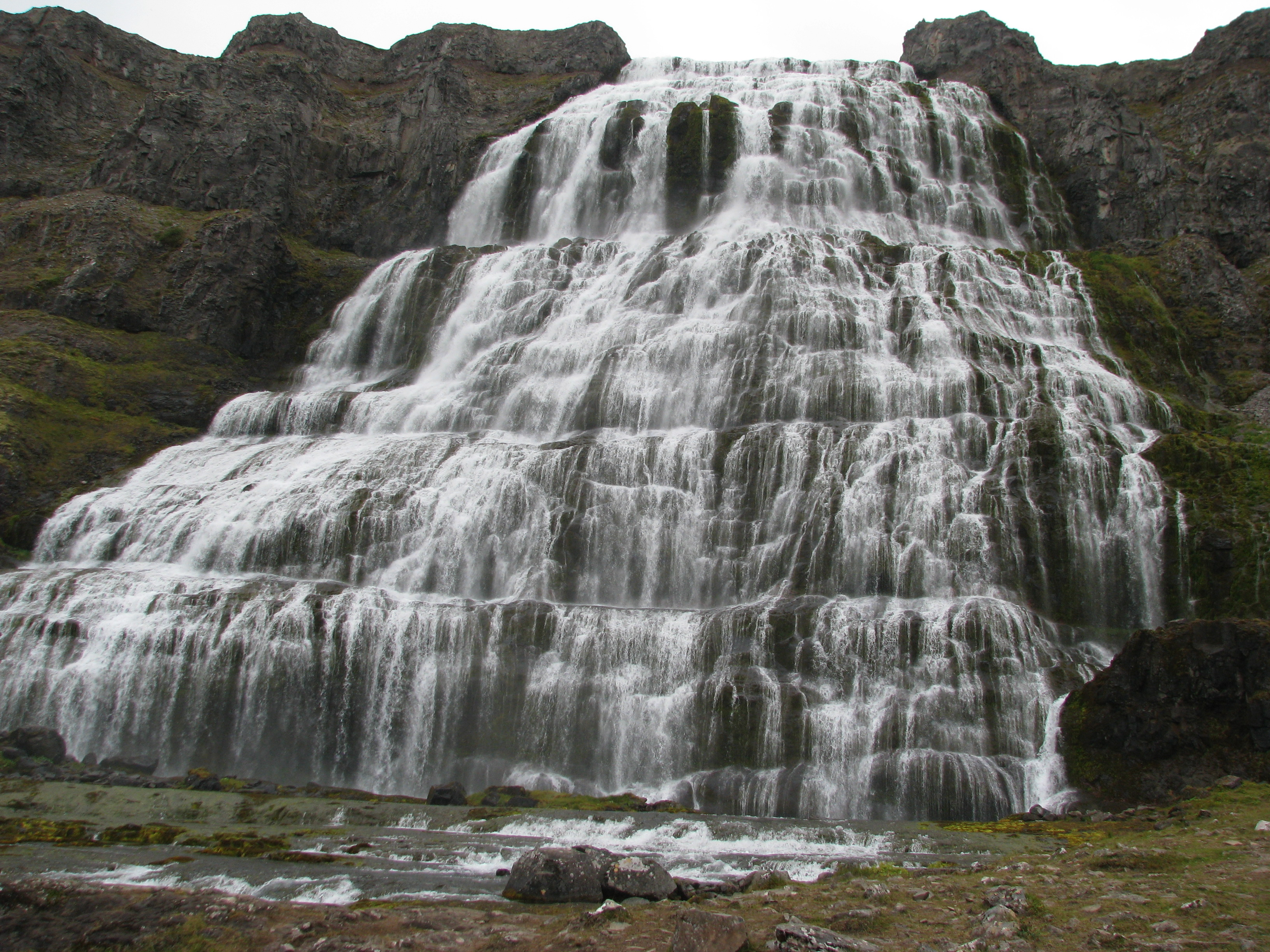
A Dynjandi.
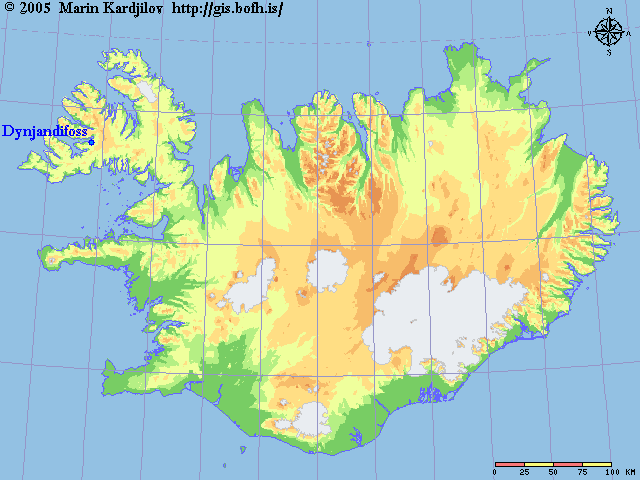
A Dynjandi elhelyezkedése a térképen.

## Fordítás
- Ez a szócikk részben vagy egészben  a   Dynjandi című angol Wikipédia-szócikk ezen változatának fordításán alapul.  Az eredeti cikk szerkesztőit annak laptörténete sorolja fel. Ez a jelzés csupán a megfogalmazás eredetét és a szerzői jogokat jelzi, nem szolgál a cikkben szereplő információk forrásmegjelöléseként.
- Ez a szócikk részben vagy egészben  a   Dynjandi című német Wikipédia-szócikk ezen változatának fordításán alapul.  Az eredeti cikk szerkesztőit annak laptörténete sorolja fel. Ez a jelzés csupán a megfogalmazás eredetét és a szerzői jogokat jelzi, nem szolgál a cikkben szereplő információk forrásmegjelöléseként.